# Vandeleuria
Vandeleuria és un gènere de rosegadors de la família dels múrids. Les tres espècies d'aquest grup són oriündes del sud d'Àsia, on viuen des de l'Índia i Sri Lanka fins al sud de la Xina i Tailàndia. Tenen una llargada de cap a gropa de 6–9 cm, la cua de 9–13 cm i un pes d'aproximadament 10 g. Es tracta d'animals arborícoles que s'alimenten de fruita i brots.